# Пламен Манушев
Пламен Манушев (болг. Пламен Манушев; нар. 16 квітня 1954, Генерал-Тошево) — болгарський військовий і політичний діяч, командувач ВМС Болгарії з 2009 по 2011 рр.
Випускник Військово-морської академії ім. Ніколи Вапцарова (1977), навчався у військово-навчальних закладах у Радянському Союзі і Сполучених Штатах. Він служив у Військово-морському флоті Болгарії, отримав звання віце-адмірала. З 1991 р. — на військово-морській базі у Варні (заступник командира, начальник штабу, а з 2001 по 2003 рр. — командир). З 2003 по 2007 рр. обіймав посаду заступника командувача ВМС Болгарії. З 2007 по 2009 рр. працював військовим аташе при посольстві Болгарії в Лондоні. У 2011 р. був призначений заступником начальника оборони Болгарії в структурі Міністерства оборони.
У 2012 р. він вийшов у відставку з військової служби, працював заступником керівника Варненської області. На парламентських виборах 2013 р. отримав мандат члена Народних зборів від партії «ГЄРБ».
Кандидат на посаду віце-президента в парі з Цецкою Цачевою на президентських виборах у 2016 р.
Володіє англійською та російською мовами.